# Jetpur Bilkha
Jetpur Bilkha (també Jetpur Naja Kala) fou una de les branques en què estava dividit el principat de Jetpur al segle xx, abans de ser abolit el 9 d'agost de 1937 pel seu excessiu fraccionament. La branca ja existia al segle XIX.
La Gaseta Imperial Índia de 1881 l'esmenta amb una gran superfície, probablement abans de la partició en diverses branques. Les dades que dona, que podrien incloure diverses futures branques, són:
Situat a la divisió de Sorath al Kathiawar, presidència de Bombai, format per dues ciutats i 142 pobles amb 17 tributaris separats o talukdars (khatis de la tribu Vala). La superfície era de 1901 km² el 1881 i la població el mateix any de 92 553 habitants dels que quasi vuitanta mil eren hindús i poc més de deu mil musulmans. Disposava d'una policia de 44 cavallers i 185 agents a peu i 985 policies rurals. Els ingressos s'estimaven el 1872 en 80 000 lliures i es pagava un tribut al govern britànic de 5 026 lliures, 516 lliures al Gaikwar de Baroda i 379 al nawab de Junagarh
El 1901 La Gaseta Imperial l'anomena Jetpur Bilkha o Jetpur Naja Kala i es donen dades molt diferents: la superfície havia baixat a 186 km² i la població a 10.366 habitants repartits en 24 pobles; els ingressos s'estimaven en 175.000 rúpies. Era considerat un estat de quarta classe a Kathiawar.
A la Gaseta del 1931 la superfície consta amb 277 km i la població de 21 348 habitants, estant governat per D. S. Vala Rawat Ram.